# SN 2011bg
SN 2011bg – supernowa typu Ia-pec odkryta 26 marca 2011 roku w galaktyce A115614+2521. W momencie odkrycia miała maksymalną jasność 16,70m.